# Tiszai cianidszennyezés
A tiszai cianidszennyezés (gyakran használt, de pontatlan megnevezéssel tiszai ciánszennyezés) több ország területét érintő környezeti katasztrófa volt, amelyet az okozott, hogy 2000. január 30-án 22 órakor a nagybányai Aurul bányavállalat létesítményéből 100 ezer m³ cianid- és nehézfémtartalmú szennyvíz zúdult a Lápos folyóba, majd ezen keresztül a Szamosba és a Tiszába. A halálosan mérgező hatású anyag koncentrációja 180-szorosan haladta meg a megengedett határértéket, így hatalmas pusztítást végzett az élővilágban. A legsúlyosabb károk a Tisza élővilágában keletkeztek, ahol a 40 km hosszan elnyúló cianidfolt két hét alatt vonult le. A csernobili atomerőmű-baleset óta történt legnagyobb környezeti katasztrófának is nevezték.

## Előzmények
A román állam és az ausztrál Esmeralda Exploration közös tulajdonban álló Aurul bányavállalat a Nagybánya-környéki fémbányák meddőhányóból nyert ki aranyat és ezüstöt cianidos kioldással, amelyet a fejlettebb országokban ekkor már nem alkalmaztak. A technológia nagy vízigénye miatt a mérgező mosóvizet ülepítés után újra felhasználták.

## A katasztrófa
A Zazár település közelében működő ülepítő gátja 2000. január 30-án éjszaka egy kb. 25 m-es szakaszon átszakadt. A cianidot és nehézfémeket tartalmazó víz a Lápos folyóba zúdult, ahonnan a Szamosba, majd a Tiszába került. Mivel a bányavállalatnak nem volt kárelhárítási terve, a szennyezés lokalizálását vagy enyhítését meg sem kísérelték.
A szennyezőanyag koncentrációja a katasztrófa helyén a magyarországi szabvány szerinti határérték 180-szorosát is meghaladta, a Szamos és a Tisza összefolyásánál a határérték 135-szöröse volt. A duzzasztásnak és az áradásoknak köszönhető folyamatos felhígulás nyomán a Tisza-tónál 34-szeres, Szeged alatt 15-szörös volt a határérték-túllépés, de még Belgrád magasságában is halpusztulást okozott a szennyezés, amely még a Duna bulgáriai szakaszán is határérték feletti volt.

### Kárenyhítés

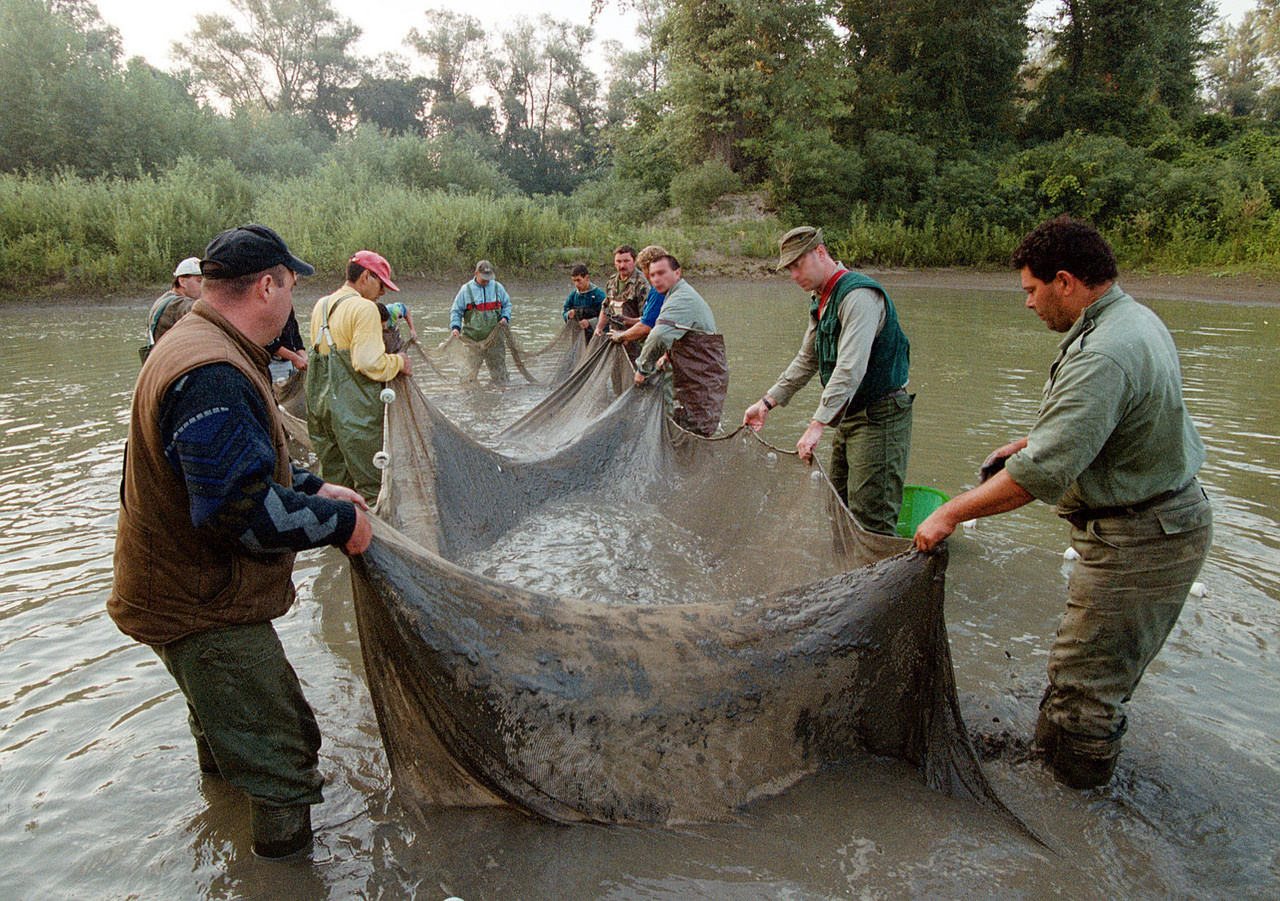
Önkéntesek dolgoznak a Tiszában

Magyarországon a vízügyi hatóságok törekedtek a károk mérséklésére, az érintett települések ivóvíz-ellátásának biztosítására, valamint az élővilág megóvására. Ennek köszönhetően a Tisza-tó nagy része (93%-a) érintetlen maradt, a holtágak és az árterek csak kis mértékben szennyeződtek, a kiskörei vízerőmű alatti szakaszon pedig negyedével csökkent a cianid koncentrációja. Az elpusztult halak azonnali eltávolítása is szükséges volt, hogy a mérgezés ne terjedjen tovább a táplálékláncban.

## Gazdasági és környezeti károk
2000. áprilisi becslés szerint a Tisza magyarországi szakaszán 1241 tonna hal pusztult el. A Tisza és a Szamos makroszkopikus élővilágának jelentős része: vízicsigák (Lithoglyphus naticoides), kagylók (Unio crassus, U. pictorum, U. tumidus), a folyami szitakötő-fajok lárvái (Gomphus vulgatissimus, Ophiogomphus cecilia, Stylurus flavipes, Platycnemis pennipes, Calopteryx splendens), kérészlárvák (Ametropus fragilis, Heptageniidae), valamint a védett tiszavirág (Palingenia longicauda) is túlélték a cianidszennyezést.
A katasztrófa után biológusok úgy becsülték, hogy a halállomány újratelepítése öt évet vehet igénybe, az élővilág teljes helyreállása pedig 10-20 évet is igénybe vehet. A folyó a vártnál gyorsabban regenerálódott – az alacsonyabb rendű élőlények (kagylók, szitakötők, kérészek, rákok) állománya 2002-re helyreállt, 3-4 év alatt pedig a vízi élővilág 95%-a újra megjelent az érintett folyókban –, a lebegő hordalék és az üledék nehézfémtartalma azonban még tíz évvel a katasztrófa után is magas. A halászati vállalkozások súlyos veszteségeket szenvedtek el, az ágazatban 15 000 ember megélhetése került veszélybe.

## Hatások
Magyarország 29,3 milliárd forintos kárigényt jelentett be, amely tartalmazza az élővilágot ért károk helyreállítási költségeit is. Románia az Aurul vállalatot tette felelőssé a szennyezésért, az ottani vizsgálat szerint azonban a katasztrófa „előre nem látható körülmények” következménye. Az Aurul a szokatlanul nagy mennyiségű havazást okolta a történtekért; az Esmeralda Exploration elnöke szerint pedig a károkról szóló beszámolók „rendkívül eltúlzottak” voltak. Miután az Aurul a peren kívüli megegyezésre vonatkozó ajánlatra nem válaszolt, a magyar állam 2001-ben kártérítési pert indított a vállalat ellen. A Fővárosi Bíróság 2006-ban közbenső ítéletként kimondta, hogy a katasztrófáért az Aurul jogutódja, a Transgold is felelősséggel tartozik.  Időközben azonban jogerősen lezárult a Transgold cég csődeljárása is a román bíróságok előtt, az eljárásban a teljes kár tekintetében a magyar fél a kár összegszerűsége tekintetében hiányzó jogerős bírósági ítélet hiányában nem tudott bekapcsolódni. A cég törlésével a Fővárosi Bíróság alperes hiányában az eljárást megszüntette.
Habár a katasztrófa hosszú távú következményei sokáig ismeretlenek maradnak, a kutatók azt valószínűsítik, hogy azok nem elsősorban a cianiddal lesznek kapcsolatosak. A legmaradandóbbnak a Tisza a hordalékába, az ökoszisztémájába bekerült és a hullámtérre  kijutott szennyezett vízzel a hullámtéri holtmedrek egy részében is lerakódott nehézfémeket tartják. Biztató jelnek tekinthető, hogy az ökoszisztéma állapotának egyik szimbolikus indikátora, a tiszavirág túlélte a katasztrófát.